# Episodi di Tarzan (serie televisiva 1991) (seconda stagione)
| nº | Titolo originale                  | Titolo italiano | Prima TV Francia | Prima TV Italia |
| -- | --------------------------------- | --------------- | ---------------- | --------------- |
| 1  | Tarzan and the Missile of Doom    |                 | 1992             |                 |
| 2  | Tarzan and the Forbidden Jewels   |                 |                  |                 |
| 3  | Tarzan and the Broken Promise     |                 |                  |                 |
| 4  | Tarzan and the Amazon Women       |                 |                  |                 |
| 5  | Tarzan and the Karate Warriors    |                 |                  |                 |
| 6  | Tarzan and the Lion Girl          |                 |                  |                 |
| 7  | Tarzan and the Deadly Delusion    |                 |                  |                 |
| 8  | Tarzan and the Primitive Urge     |                 |                  |                 |
| 9  | Tarzan and the Mysterious Sheik   |                 |                  |                 |
| 10 | Tarzan and the Runaways           |                 |                  |                 |
| 11 | Tarzan Meets Jane                 |                 |                  |                 |
| 12 | Tarzan and the Wayward Balloon    |                 |                  |                 |
| 13 | Tarzan and the Fugitive's Revenge |                 |                  |                 |
| 14 | Tarzan and the Mutant Creature    |                 |                  |                 |
| 15 | Tarzan Rescues the Songbird       |                 |                  |                 |
| 16 | Tarzan and the Fire Field         |                 |                  |                 |
| 17 | Tarzan and the Movie Star         |                 |                  |                 |
| 18 | Tarzan and the Fountain of Youth  |                 |                  |                 |
| 19 | Tarzan and the Law of the Jungle  |                 |                  |                 |
| 20 | Tarzan and the Shaft of Death     |                 |                  |                 |
| 21 | Tarzan and the Polluted River     |                 |                  |                 |
| 22 | Tarzan's Dangerous Journey        |                 |                  |                 |
| 23 | Tarzan and the Toxic Terror       |                 |                  |                 |
| 24 | Tarzan and the Earthly Challenge  |                 |                  |                 |
| 25 | Tarzan and the Mysterious Fog     |                 | 1993             |                 |